# Pesce sostenibile

Produzione mondiale dell'industria del pesce, in milioni di tonnellate

Il pesce sostenibile è il pesce che viene pescato o allevato in maniera da considerare la vitalità a lungo termine degli stock ittici ed il benessere degli oceani nel complesso.
Le pratiche che riguardano il pesce e la pesca sostenibile sono nate attraverso un movimento che incominciò negli anni '90. Questa operazione ha messo in luce la pesca eccessiva e i metodi di pesca distruttivi dell'ambiente. Attraverso una serie di iniziative, il movimento ha incrementato la consapevolezza e ha fatto crescere preoccupazioni sui metodi con cui viene pescato il pesce.

## Eco-etichetta

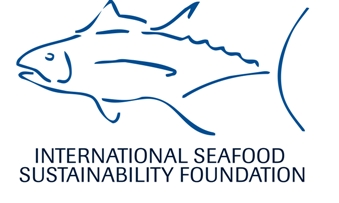
Marchio di conformità per prodotti da pesca sostenibile (International Seafood Sustainability Foundation).

I programmi di ecoetichettatura valutano il processo della produzione con gli standard ambientali di organizzazioni di terze parti indipendenti. Se il processo soddisfa le specifiche esigenze, il produttore o il rivenditore può acquistare una licenza per l'uso di un marchio di qualità ecologica nel suo marketing. Questa etichetta permette al consumatore di sapere se il prodotto sia sostenibile. L'etichettatura non è solamente uno strumento normativo efficace per incoraggiare i consumatori a fare scelte ecocompatibili, ma fornisce anche benefici finanziari ai produttori.

## Metodi di pesca
I metodi più utilizzati per una pesca sostenibile sono:
- la maricultura: comprende le pratiche di allevamento svolte in mare;
- l'acquicoltura: che si svolge in vasche artificiali, essa si differenzia da quella precedente perché non si limita alla raccolta di pesci, ma interviene con l'aumento di pesci tramite una riproduzione controllata.

## Importanza
Gli ambienti marini sono attualmente sottoposti a un'enorme pressione. I loro problemi sorgono principalmente per cause antropiche, come la pesca eccessiva e la distruzione ambientale. Tuttavia, la ricerca suggerisce che le attività di pesca sono in grado di recuperare o stabilizzare le proprie popolazioni quando sono in atto una gestione e normative responsabili. Sfortunatamente, la maggior parte dei frutti di mare si ottiene attraverso "pratiche di pesca irresponsabili che continuano a modificare alcuni ecosistemi marini". Ciò ha portato a stock record impoveriti. Ad esempio, "l'85% delle attività di pesca del mondo viene pescato al limite massimo sostenibile o oltre". Considerando l'aumento della popolazione globale e la pressione che ha e continuerà ad esercitare sulle risorse della Terra, è necessario un metodo di pesca più sostenibile se gli esseri umani desiderano utilizzarne l'abbondanza naturale.

## Movimento ittico sostenibile
Il Sustainable Seafood Movement è un'iniziativa nata dalla consapevolezza che gli ecosistemi marini del mondo vengono sfruttati eccessivamente e distrutti. È iniziato negli anni '90 ed è stato guidato dal marketing sociale attraverso Ecolabel e campagne di sensibilizzazione. Attraverso il marketing sociale, la collaborazione tra le organizzazioni non governative ambientali (ONG) e l'industria ha permesso al consumatore di fare scelte informate, contribuendo potenzialmente alla conservazione della biodiversità marina.

### Etichettatura ecologica
I programmi di etichettatura ecologica valutano il processo di produzione con gli standard ambientali stabiliti da una terza parte indipendente. Se il processo soddisfa i requisiti specifici, il produttore o il commerciante può acquistare una licenza per utilizzare un marchio di qualità ecologica nella sua commercializzazione. Questa etichetta consente al consumatore di sapere che il prodotto è stato prodotto in modo sostenibile. L'etichettatura non è solo un efficace strumento normativo per incoraggiare i consumatori a fare scelte rispettose dell'ambiente, ma fornisce anche un vantaggio finanziario ai produttori. Nel 1996 il Marine Stewardship Council (MSC) ha implementato il primo programma di certificazione. Da allora, non solo hanno compiuto uno sforzo distinto per mantenere la salute degli ecosistemi, ma hanno anche contribuito a un maggiore successo finanziario per i produttori. Ad esempio, una volta che l'American Albacore Fishing Association ha ottenuto la certificazione del tonno secondo lo standard MSC, è stata in grado di ottenere prezzi premium per il proprio prodotto. Per la piccola comunità di pescatori di Bonita, in California, la certificazione consentiva loro di vendere direttamente, anziché dipendere dall'instabilità del molo. Sono stati in grado di realizzare un profitto di 2.260 dollari anziché 1.700 dollari per tonnellata. Sempre più aziende e organizzazioni scelgono di utilizzare una produzione ecosostenibile, come l'etichettatura ecologica, per ottenere una quota di mercato maggiore e profitti più elevati.

### Campagne di sensibilizzazione
Le campagne di sensibilizzazione si concentrano sull'educazione del pubblico e sull'incoraggiamento ad acquistare prodotti che tengano conto della vitalità delle specie marine. Lo fanno attraverso il boicottaggio di determinate specie e prodotti, nonché attraverso le guide ai frutti di mare. Le guide ai frutti di mare evidenziano quali specie sono accettabili da consumare e quali non si basano sul loro impatto ambientale. Le guide sono tipicamente suddivise in tre categorie, alcune utilizzando l'analogia dei colori di un semaforo: rosso, giallo e verde. Queste classifiche si basano su come il pesce risponde alla pressione della pesca, all'abbondanza, all'impatto degli attrezzi, alle catture accessorie e alla gestione. Il rosso rappresenta gli elementi da evitare, il giallo è una buona alternativa e il verde è la scelta migliore. Diverse organizzazioni, tra cui il Monterey Bay Aquarium, hanno sviluppato le proprie guide o carte portafogli da distribuire al pubblico.
Nel settembre 2016, una partnership di Google, Oceana e Skytruth ha introdotto Global Fishing Watch, un sito Web progettato per assistere i cittadini di tutto il mondo nel monitoraggio delle attività di pesca.

### Frutti di mare sostenibili in Africa
Nel 2004, la South African Sustainable Seafood Initiative (SASSI) è stata istituita come iniziativa del World Wide Fund for Nature (WWF). L'obiettivo principale era quello di informare la filiera sui prodotti ittici sostenibili. Nel 2018 è iniziato il progetto quadriennale Fish for Good per orientare le attività di pesca in Sudafrica verso pratiche di pesca più sostenibili. A Western Cape, i sussidi erano sfavorevoli per i pescatori su piccola scala a livello internazionale, mentre avvantaggiavano i pescatori su larga scala, che sono responsabili dei problemi di pesca illegale ed eccessiva. Il governo deve esaminare come aiutare la pesca su piccola scala e commerciale per evitare la pesca eccessiva e le attività illegali nei mari.

## Guida ai frutti di mare
La guida ai frutti di mare di seguito, realizzata da SeaChoice, evidenzia quali specie sono le migliori da mangiare e quali dovrebbero essere evitate in base alla loro gestione, abbondanza e se sono state catturate o allevate in modi ecosostenibili. Consente quindi ai consumatori di essere informati delle loro scelte.
| Pesce                                            | Scelta migliore | Alcune preoccupazioni | Evitare                                                                        |
| ------------------------------------------------ | --- | --- | ------------------------------------------------------------------------------ |
| Salmerino alpino                                 | Allevato | |                                                                                |
| Barramundi                                       | Allevamento, sistema chiuso (Stati Uniti), Australis Net Pens (recinti a rete, ossia sistemi di allevamento che generalmente consistono in due reti: una rete interna per trattenere i pesci e una rete esterna per escludere i predatori. Australis Vietnam è il più grande produttore di barramundi in Asia.) | Allevamento a sistema chiuso (Australia) | Allevamento a sistema aperto (la maggior parte)                                |
| Basa (Pangasius bocourti)/ Pangasio              | | (Vietnam/Cambogia) |                                                                                |
| Pesce gatto                                      | Allevato (Stati Uniti) | |                                                                                |
| Branzino Cileno (Dissostichus eleginoides)       | Cile, Isole Heard e McDonald, Isole Falkland, Isola Macquarie | Georgia del Sud, Isole Kerguelen, Mare di Ross                                                                                              | Esemplari presenti in: Isole Crozet, Isola del Principe Edoardo e Isole Marion |
| Vongole/Cozze                                    | Allevate (tutte) | Selvaggio | Spisula solidissima (Canada)                                                   |
| Merluzzo                                         | Palangaro del Pacifico (Alaska) | Rete a strascico del Pacifico (Stati Uniti/BC - Columbia Britannica)                                                                        | Gadus morhua (Canada), Gadus macrocephalus (Russia/Giappone)                   |
| Granchio                                         | Metacarcinus magister (BC/Washington), Menippe mercenaria (Florida/Atlantico degli Stati Uniti) | Grancevola artica (Stati Uniti), Chionoecetes (Stati Uniti/Canada), Cancer borealis (Stati Uniti/Canada), Callinectes sapidus (Stati Uniti) | Granchio reale (Russia)                                                        |
| Flounder/Sogliola                                | | Microstomus pacificus | Paralichthys dentatus                                                          |
| Eglefino                                         | Handline, ossia una tecnica di pesca in cui si tiene tra le mani una singola lenza, piuttosto che con una canna da pesca (Oceano Atlantico negli Stati Uniti) | Palangaro da fondo (Canada), rete a strascico (Stati Uniti/Canada/Islanda)                                                                  |                                                                                |
| Halibut                                          | (Alaska) | (BC - Columbia Britannica) | Hippoglossus hippoglossus                                                      |
| Merluzzo                                         | | (Canada/Stati Uniti) |                                                                                |
| Aragosta                                         | Palinuridae (Stati Uniti/Bassa California) | Homarus americanus (Canada/Stati Uniti), Palinuridae (Bahamas)                                                                              | Palinuridae (Brasile)                                                          |
| Sgombro                                          | Scomberomorus tritor e Scomberomorus maculatus (Stati Uniti), sgombro dell'Atlantico (Canada) | Rete da traino media dell'Atlantico (Stati Uniti)                                                                                           |                                                                                |
| Corifena                                         | Pesca di tipo Troll/Pole ossia con canna ed esca (Oceano Atlantico - USA) | Palangari e altro (Stati Uniti) | Palangaro (importato)                                                          |
| Ostriche                                         | Allevate | Selvaggia (Canada/Stati Uniti) |                                                                                |
| Pollachius                                       | | Oceano Atlantico, Oceano Pacifico (Alaska)                                                                                                  |                                                                                |
| Scorfano/dentice del Pacifico                    | Scorfano nero (California/Oregon/Washington - Stati Uniti) | Hook-and-line (gancio e lenza), esca (Oceano Pacifico)                                                                                      | Rete a strascico (Oceano Pacifico)                                             |
| Anoplopoma fimbria                               | (Alaska/Canada) | (Costa occidentale degli Stati Uniti) |                                                                                |
| Salmone                                          | Selvaggio (Alaska), Oncorhynchus kisutch (Stati Uniti) | Selvaggio (BC - Columbia Britannica, Washington, Oregon)                                                                                    | Allevamento in recinto in aperto Oceano Atlantico (tutte le regioni)           |
| Sardine                                          | Sardinops sagax (Canada/Stati Uniti) | | Sardine dell'Oceano Atlantico (Mediterraneo)                                   |
| Scaloppine                                       | Allevate fuori fondo, ossia in qualche tipo di contenitore a rete (cestino, borsa, gabbia, ecc.) che si trova al di sopra del fondale marino. | Draga d'allevamento (ossia un escavatore subacqueo), selvaggio (Stati Uniti/Canada Atlantico)                                               |                                                                                |
| Squalo / Rajidae                                 | | Spinarolo (Canada, Oceano Pacifico) | (Tutti gli esemplari)                                                          |
| Gamberi                                          | Gamberi rosa (Oregon), Pandalus platyceros (BC - Columbia Britannica), allevamento a sistema chiuso (Stati Uniti), Pandalus borealis (Canada) | Tutti gli altri esemplari (Canada/Stati Uniti)                                                                                              | Tutti gli altri esemplari allevati                                             |
| Calamaro                                         | Doryteuthis pealeii (Stati Uniti) | (Tutti gli altri esemplari) |                                                                                |
| Pesce spada                                      | Arpone (Canada/Hawaii) | Palangari (Stati Uniti) | (Internazionale), Palangaro (Canada)                                           |
| Tilapia                                          | Allevato (Stati Uniti) | Allevato (Sud America) | Allevato (Asia)                                                                |
| Trota, trota arcobaleno                          | Allevate (Stati Uniti), Allevate a terra (Canada) | Rete aperta d'allevamento (Canada) |                                                                                |
| Tonno, Alalunga                                  | (Canada/Stati Uniti - Oceano Pacifico) | Palangaro (Hawaii) | Palangaro (internazionale)                                                     |
| Tonno, Tonno obeso (Ahi)                         | Pesca di tipo Pole/Troll (Oceano Atlantico degli Stati Uniti) | Pesca di tipo Pole/Troll (internazionale), Palangari (Oceano Atlantico degli Stati Uniti)                                                   | Palangaro (internazionale/Hawaii)                                              |
| Tonno, tonno a pinna rossa (Oncorhynchus mykiss) | | | (Tutti gli esemplari)                                                          |
| Tonno, tonno in scatola                          | Thunnus alalunga (Canada/Stati Uniti - Oceano Pacifico) | Thunnus alalunga pescata con tecnica Pole/Troll (internazionale)                                                                            | Thunnus alalunga (Tutti eccetto la tecnica Pole/Troll)                         |
| Tonno, Skipjack                                  | Pesca di tipo Pole/Troll (Oceano Atlantico) | Palangari (Stati Uniti - Oceano Atlantico/Hawaii)                                                                                           | Pesca con la sciabica/Pangaro (internazionale)                                 |
| Tonno, tonno a pinna gialla (Ahi)                | Pesca di tipo Pole/Troll (Stati Uniti) | Pesca di tipo Pole/Troll (internazionale), Palangari (Stati Uniti - Oceano Atlantico/Hawaii)                                                | Pesca con la sciabica/Pangaro (internazionale)                                 |

## Metodi di pesca
Ci sono un'ampia varietà di metodi di pesca utilizzati. Ognuno ha il proprio impatto ambientale che varia in base all'intensità. La tabella seguente evidenzia un metodo di pesca insieme alle sue ripercussioni ambientali.
| Metodo                                | Usi dell'attrezzatura | Tipo di pesce                                   | Impatto ambientale | Immagini |
| ------------------------------------- | --- | ----------------------------------------------- | --- | --- |
| Pole/Troll                            | Canna da pesca ed esca | Da pesci dell'oceano aperto a pesci del fondale | Basso impatto ambientale. Possibilità di catture accidentali ridotte                                                                          | Pesca con una canna |
| Pesca con la sciabica (Purse seining) | Una grande rete viene utilizzata per circondare i pesci. Il fondo della rete viene trainato per spingere il pesce al centro.                                                                                      | Pesci in branco                                 | Maggiore possibilità di catture accessorie | Pesca con la sciabica in un fiume |
| Reti da posta                         | Utilizza un sistema di reti con galleggianti e pesi. Le reti sono ancorate al fondale marino e lasciate galleggiare in superficie.                                                                                | Sardine, salmone, merluzzo                      | Gli animali non possono vedere la rete, ci nuotano dentro e si aggrovigliano. Enorme rischio di catture accessorie.                           | Dipinto ad olio Il pescatore di salmoni di Eilif Peterssen |
| Pesca con palangari                   | Lenza lanciata fuori dalla barca. Può variare da un miglio a 50 miglia. | Pesci pelagici                                  | Maggiore rischio di catture accidentali. I pescatori usano pesi per affondare le loro lenze, il che riduce il rischio di catture accidentali. | Palangari per sgombri |
| Trappole e nasse                      | Gabbie metalliche o di legno attaccate al fondo del mare; sbarramenti da pesca (ad esempio una diga in un fiume o in riva al mare per trattenere i pesci e in seguito catturarli, detti anche fishgarth o kiddle) | Aragoste, granchi, gamberi                      | Le trappole tengono in vita i pesci. Minore possibilità di catture accidentali.                                                               | Una nassa al largo della costa meridionale dell'isola di Fogo, Canada.                                                                                              |
| Traina                                | Cima rimorchiata dietro la barca | Salmone, corifena, tonno                        | Rilasciare le catture accessorie | La concezione artistica dell'operazione di pesca a traina del tonno, utilizzando gli stabilizzatori per trainare più lenze e dare l'impressione di pesce in branco. |
| Arpone                                | Arpone | Grandi pesci pelagici                           | Il pescatore deve visualizzare la preda. Nessuna possibilità di cattura accessoria.                                                           | Cacciatore Inuit con arpone in Kayak, Baia di Hudson, circa 1908-1914                                                                                               |
| Draghe da pesca                       | Usa enormi reti che possono trascinarsi sul fondale marino o al centro della superficie o del fondo. | Pollachius, merluzzo, Flounder, gamberi         | Gran numero di catture accessorie. Può danneggiare il fondale marino.                                                                         | Draghe di capesante utilizzate da NOAA |

## Amministrazione nazionale oceanica e atmosferica (NOAA)
La National Oceanic and Atmospheric Administration (NOAA) è un'agenzia governativa nazionale che ha autorità sulla conservazione, la pesca marina e la gestione. Il NOAA ha creato FishWatch per aiutare a guidare i consumatori interessati verso scelte sostenibili di prodotti ittici. La pesca negli Stati Uniti è supervisionata dai 10 Standard Nazionali del Magnuson-Stevens Fishery Conservation and Management Act. Pertanto, gli standard nazionali proteggono la popolazione ittica ed eliminano la pesca eccessiva. Insieme al Magnuson-Stevens Act, la pesca negli Stati Uniti è regolamentata anche dall'Endangered Species Act e dal Marine Mammal Act.
Il servizio di pesca NOAA ha iniziato a utilizzare l'acquacoltura per produrre frutti di mare sostenibili. L'acquacoltura è l'allevamento di pesci o molluschi. La pesca dell'acquacoltura schiude e alleva il pesce fino alla dimensione del mercato. Utilizzando l'acquacoltura, i pesci selvatici saranno in grado di ripopolarsi senza la minaccia di una pesca eccessiva. I pesci d'acquacoltura hanno una varietà di usi tra cui alimentare, nutrizionale e farmaceutico. Esistono due tipi di acquacoltura: quella marina alleva le specie ittiche che vivono nell'oceano e quella in acqua dolce alleva le specie che vivono in fiumi e laghi. NOAA si sta concentrando su una fonte di pesce alternativa per aiutare a ripopolare e salvare gli ecosistemi dell'oceano.

## Organizzazioni ittiche sostenibili

### Aquaculture Stewardship Council
L'Aquaculture Stewardship Council (ASC) è un'organizzazione indipendente senza scopo di lucro e un'organizzazione di etichettatura che stabilisce il protocollo sui prodotti ittici d'allevamento garantendo al contempo un'acquacoltura sostenibile. L'ASC fornisce ai produttori una certificazione di sostenibilità ambientale e responsabilità sociale. L'Aquaculture Stewardship Council è stato fondato nel 2009 dal World Wide Fund for Nature (WWF) e dalla Dutch Sustainable Trade Initiative (IDH).

### Marine Stewardship Council (MSC)

Logo del Marine Stewardship Council

Il Marine Stewardship Council è un'organizzazione globale senza scopo di lucro che cerca di preservare gli oceani. La loro missione è utilizzare una combinazione di pesca certificata ed etichettatura ecologica per rendere le persone consapevoli di quanto sia importante preservare i nostri oceani. L'MSC collabora con la pesca, gli scienziati, le aziende ittiche, i gruppi di conservazione e il pubblico per incoraggiare scelte ittiche rispettose dell'ambiente. I due modi principali in cui MSC regola i prodotti ittici sostenibili sono la definizione di standard per la pesca certificata e l'etichettatura ecologica.
Le attività di pesca certificate sono giudicate in base ai tre standard forniti da MSC. Il MSC, tuttavia, non certifica la pesca. Sono certificati da un sistema di terze parti per rimuovere qualsiasi pregiudizio. Gli standard sono stati creati per ridurre la pesca eccessiva e mantenere ecosistemi sani. I tre standard sono:
- Mantenere stock ittici sostenibili: La pesca non può sfruttare eccessivamente nessuna delle sue risorse.

- Impatto ambientale: Ogni attività di pesca viene giudicata in base alla quantità di impatto ambientale che contribuisce all'oceano. La pesca non può utilizzare alcuna forma di pesca che distrugga la struttura, la produttività, la funzione o la diversità dell'ecosistema[28].

- Gestione efficace: Non solo la pesca deve seguire gli altri due standard MSC, ma deve anche seguire tutte le leggi locali, nazionali e internazionali[28].

Una volta che un'attività di pesca è stata esaminata e certificata, la sua certificazione dura cinque anni. In quei cinque anni, la pesca sarà ispezionata e mantenuta agli standard ambientali del MSC. Trascorsi i cinque anni, la pesca dovrà ripetere il processo di approvazione.
Il secondo modo in cui MSC regola i frutti di mare al pubblico è utilizzando il loro marchio di qualità ecologica. L'ecolabel ("etichetta ecologica") sui prodotti ittici garantisce che i frutti di mare provengano da una fonte sostenibile e da una pesca certificata. Il marchio di qualità ecologica è presente in tutto il mondo. Il consumatore può sentirsi a suo agio nell'acquistare frutti di mare con un marchio di qualità ecologica MSC.
Prima che un prodotto ittico possa portare il marchio di qualità ecologica MSC, l'attività di pesca deve acquisire la certificazione MSC Fisheries. Inoltre, tutte le aziende della catena di approvvigionamento che assumono la proprietà del prodotto, inclusi distributori, grossisti, produttori, centri di confezionamento, commercianti, rivenditori, organizzazioni di catering e ristoranti, devono acquisire la certificazione MSC Chain of Custody.

#### Critiche al Marine Stewardship Council
I critici condannano il Marine Stewardship Council per aver certificato attività di pesca specifiche che potrebbero essere in difficoltà, dannose per l'ambiente o per le quali vi è una mancanza di informazioni disponibili. Ad esempio, la pesca del merluzzo dell'Antartico nel Mare di Ross ha ricevuto un'etichetta MSC, nonostante la mancanza di informazioni di base sullo stock stesso. Uno studio sulla politica marittima che ha analizzato gli stock di pesca MSC ha rilevato che il 31% degli stock era sovra-sfruttato e l'11% non disponeva di informazioni adeguate.
Richard Page, un attivista di Greenpeace per gli oceani, ha dichiarato: "Mi spingerò fino a dire che i consumatori vengono ingannati. Pensano di acquistare pesce sostenibile e di poterlo mangiare con la coscienza pulita".

### Friend of the Sea

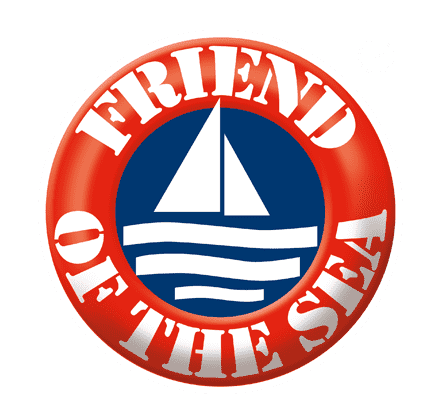
Friend of The Sea - Prodotti sostenibili certificati e aziende che contribuiscono alla conservazione marina

Friend of the Sea è un progetto della World Sustainability Organization, un marchio internazionale registrato con missione umanitaria e di conservazione ambientale.
È stata fondata dal Dr. Paolo Bray che ha avviato il movimento ittico sostenibile in Europa. Le attività di pesca certificate sono verificate dall'Organizzazione internazionale per la standardizzazione. I criteri per diventare una pesca certificata sono:
- Lo stock ittico non può essere sfruttato eccessivamente
- Nessuna distruzione dell'habitat
- Nessuna cattura accessoria di specie in via di estinzione
- Deve seguire tutte le leggi e i regolamenti
- Riduzione dell'impronta carbonica
- Responsabilità sociale

Friend of the Sea partecipa anche alla certificazione degli allevamenti di acquacoltura. L'istituzione dell'acquacoltura contribuisce a ridurre il numero di specie selvatiche catturate. I criteri dell'acquacoltura sono:
- Non vi è alcun impatto ambientale nel luogo in cui è collocata l'azienda agricola
- Deve seguire tutte le linee guida sulle acque reflue
- Una bassissima percentuale di fughe
- Nessun organismo geneticamente modificato ne ormoni della crescita
- Uso di antibiotici solo se è necessario
- Riduzione dell'impronta carbonica
- Responsabilità sociale

## Chef e ristoranti
A causa della crescente preoccupazione del pubblico per la pesca eccessiva, molti ristoranti che servono principalmente pesce hanno iniziato a offrire opzioni di pesce più sostenibili, con alcuni ristoranti specializzati in frutti di mare sostenibili, esemplificati da Miya's, un ristorante guidato dallo chef Bun Lai, il primo ristorante di sushi specializzato in frutti di mare sostenibili e un vincitore del 2016 del premio White House Champions of Change for Sustainable Seafood recipient. In epoca moderna ci sono ristoranti di sushi sostenibili negli Stati Uniti, in Canada, in Inghilterra e in molti altri Stati. Grazie all'etichettatura ecologica, alle guide ai frutti di mare, agli schemi di tracciabilità, alle politiche di approvvigionamento e alle iniziative di sensibilizzazione, ci sono sempre più chef e ristoranti coinvolti nel movimento ittico sostenibile.
La crescente tendenza del "pesce spazzatura" (o trash fish, un termine usato da alcune agenzie statali e pescatori degli Stati Uniti per descrivere i pesci che sono meno desiderabili per i pescatori sportivi all'interno di una regione definita) di espandere le specie di consumo popolare di pesce, è un altro modo in cui chef e ristoranti sostengono il pesce sostenibile. NOAA approssima 20.000 specie di frutti di mare nel mondo e la maggior parte di loro è commestibile. Dieci specie rappresentano l'86% del consumo di pesce negli Stati Uniti, chef e ristoranti impegnati nella tendenza del pesce spazzatura stanno cercando di aumentare la quantità di specie consumate. Il risultato desiderato è ridurre la pesca eccessiva e rivitalizzare le popolazioni dei pesci più popolari e reindirizzare l'attenzione verso specie più sostenibili.
Organizzazioni come Seafood Choices Alliance hanno aiutato a educare gli chef sulle scelte che fanno per incoraggiare più chef e ristoranti a offrire opzioni sostenibili.